# Konståret 1944

## Händelser
- Arne Isacsson startar Gerlesborgsskolan i Bohuslän.
- Det Fynske Kunstakademi grundades som en privat målarskola

## Verk
- Jean Hélion – Trappan

## Födda
- 24 januari - Fatima Svendsen, textilkonstnär, f d dansare och koreograf.
- 7 februari - Stina Opitz, svensk konstnär, skulptör.
- 28 februari - Storm Thorgerson, brittisk designer, fotograf och filmskapare.
- 1 mars - Tróndur Patursson, en av Färöarnas största levande konstnärer.
- 24 mars - Rebecca Horn, tysk konstnär.
- 7 april - Tom Arvidsson, svensk konstnär.
- 8 april - Odd Nerdrum, norsk konstnär.
- 10 april - Bo Carlgren, svensk grafisk formgivare och sångtextförfattare.
- 25 juni - Kelvin Sommer, svensk konstnär.
- 13 juli - Ernő Rubik, ungersk uppfinnare, skulptör och professor i arkitektur.
- 31 juli - Anthony Swerling (död 2004), svensk dramatiker, översättare, språkforskare, konstnär och strindbergforskare.
- 29 augusti - Elisabet Höglund, svensk journalist, konstnär och författare.
- 6 september - Christian Boltanski, fransk konstnär.
- 17 september - Lars Agger, svensk bildkonstnär och skulptör.
- 11 oktober - Claes Eklundh, svensk konstnär.
- 24 oktober - Gert Aspelin, svensk konstnär och son till professor Gunnar Aspelin.
- 31 oktober - Helmut Federle, schweizisk konstnär, verksam i Österrike.
- 5 november - Marie-Louise Ekman, svensk konstnär och filmskapare.
- 19 november - Ted Ström, svensk musiker, kompositör och konstnär.
- 8 december - Alf Linder, svensk konstnär.
- 17 december - Björn Lönnqvist, svensk illusionist och konstnär.
- 23 december - Olav Hagen, norsk illustratör.
- okänt datum - Guity Novin, iransk-kanadensisk målare och skulptör, grundaren av rörelsen transpressionism.
- okänt datum - Ernst Heissenberger, österrikisk keramiker och skulptör.
- okänt datum - Bengt Arne Runnerström, svensk illustratör.
- okänt datum - Torsten Hylander, svensk konstnär.
- okänt datum - Lennart Ström, svensk autodidakt konstnär.

## Avlidna
- 23 januari - Edvard Munch (född 1863), norsk konstnär.
- 1 februari - Piet Mondrian(född 1872), nederländsk konstnär.
- 19 februari - Klas Fåhraeus (född 1863), svensk konstskribent och konstsamlare.
- 13 mars - Lim-Johan, svensk autodidakt naivistisk konstnär.
- 15 mars - Frans Lindberg (född 1857), svensk konstnär.
- 25 april - George Herriman (född 1880), amerikansk serietecknare (Krazy Kat)
- 30 juni - Helga Elmqvist-Cau (född 1902), svensk konstnär och bokillustratör, mördad i samband med den tyska reträtten från Frankrike.
- 18 juli - Rex Whistler (född 1905), engelsk målare.
- 2 augusti - Felix Nussbaum (född 1904), tysk konstnär
- 27 september - Aristide Maillol (född 1861), fransk konstnär
- 27 september - Sergej Prokudin-Gorskij (född 1863), rysk fotograf
- 21 oktober - Hilma af Klint (född 1862), svensk konstnär, antroposof och pionjär inom det abstrakta måleriet.
- 23 oktober – Olof Thunman (född 1879), svensk målare, tecknare och poet.
- 28 oktober – Paul Gasq (född 1860), fransk skulptör.
- 10 november - Wilhelm Meyer (född 1844), svensk xylograf.
- 10 december - Miklós Ligeti (född 1871), ungersk skulptör.
- 13 december – Vasilij Kandinskij (född 1866), rysk målare och grafiker.
- 15 december – Esther Kenworthy (född 1857), brittisk målare.
- 19 december – Otto Lange (född 1879), tysk målare och grafiker.